# Paul Langbein
Paul T. J. Langbein (* 14. März 1842; † 1. November 1908 in Würzburg) war ein deutscher Eisenbahningenieur.

## Leben
Paul Langbein begann seine berufliche Karriere als Pionier in der preußischen Armee, wo er es bis zum Hauptmann brachte.
1881 erfand er den ersten, technisch im Alltagsbetrieb auch einsetzbaren Rollbock, der den Transport normalspuriger Wagen auf Schmalspurbahnen ermöglichte, auch als "Langbein‘scher Rollbock" bezeichnet. Damals arbeitete er in dem Maschinenbauunternehmen Noell in Würzburg. Ab 1887 war er technischer Direktor der damals neu gegründeten Lokomotivfabrik Saronno in Italien, einem Zweigwerk der Maschinenfabrik Esslingen.